# Копані (Могилівська область)
Копані (біл. Капані́) — село у складі Войнилівської сільради Чауського району Могилівської області Республіки Білорусь.

## Історія
Згадується у 1670 році як село в Островецькому приході у складі Могилівської волості в Оршанському повіті ВКЛ.

## Населення
- 2010 рік — 77 осіб